# Trådrulle

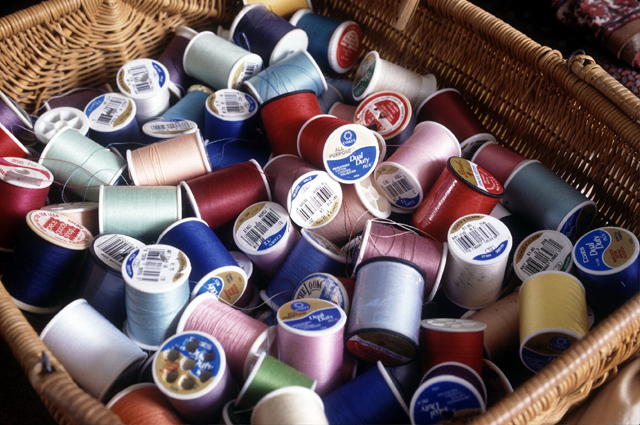
Trådrullar.

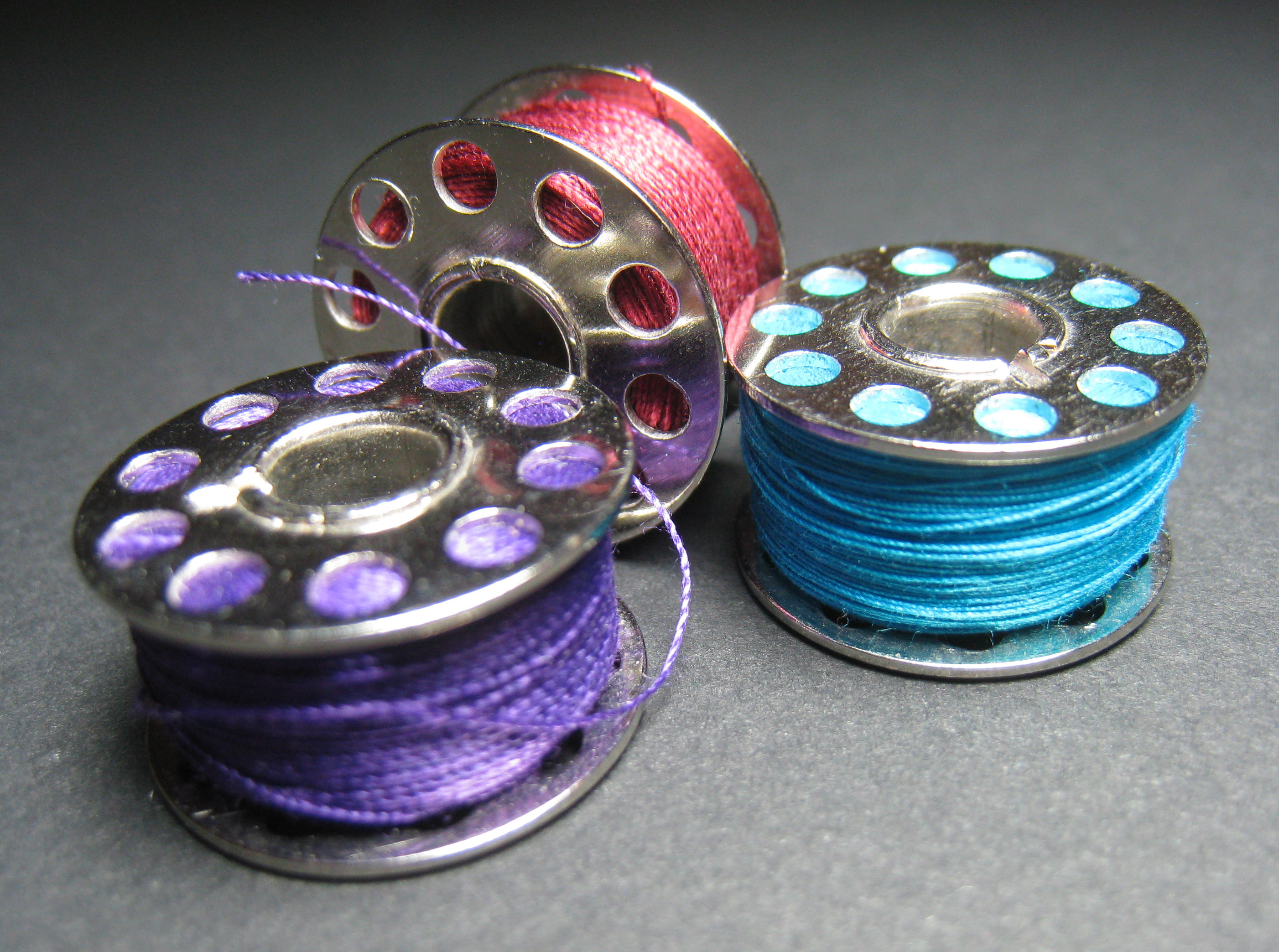
Symaskinstrådrullar, 2–3 centimeter i diameter.

Trådrulle är en spole för tråd. Tråden rullas upp på rullar när den tillverkats. Trådrullar var tidigare svarvat trä; idag oftast av plast.
När trådrullar används vid spinning, vävning, stickning, sömnad eller spetstillverkning, utgör trådrullen en tillfällig eller permanent lagring för garn och kan vara tillverkad av plast, metall, ben eller trä.